# Johannes Argyropoulos
Johannes Argyropoulos (Middelgrieks: Ιωάννης Ἀργυρόπουλος, Ioannis Argyropoulos; Italiaans: Giovanni Argiropulo) achternaam ook gespeld als Argyropulus, of Argyropulos, of Argyropulo; c. 1415 - 26 juni 1487) was een docent, filosoof en renaissancehumanist. Hij was een van de Griekse geleerden die na de val van Constantinopel in 1453 emigreerden en een rol speelden bij de heropleving van het klassieke Griekse leren in het 15e-eeuwse Italië.
Argyropoulos vertaalde klassieke Griekse filosofische en theologische werken in het Latijn en schreef ook zelf retorische en theologische werken. In de periode 1439-1444 was hij in Italië voor het Concilie van Florence en keerde terug naar Italië na de val van Constantinopel. Vervolgens doceerde hij in Florence (aan het Studium) van 1456 tot 1470 en werkte hij als docent in Rome van 1471 tot 1487. 

## Biografie
Johannes Argyropoulos werd geboren in c. 1415 in Constantinopel en was Grieks.
Argyropoulos studeerde theologie en filosofie in Constantinopel.  In Constantinopel was Argyropoulos de docent van de latere geleerde Constantijn Lascaris. Argyropoulos stond in dienst van de heersers van het Byzantijnse Morea. In 1439 nam hij deel aan de Byzantijnse delegatie die naar het Concilie van Florence ging, waar zij het katholicisme aanvaardden en de Griekse orthodoxie afzwoeren.
Aan de Universiteit van Padua kreeg hij een doctoraat in de theologie, waarna hij terugkeerde naar Constantinopel. In 1453 werd zijn geboortestad Constantinopel door de Ottomanen veroverd en vertrok hij naar de Peloponnesos. In 1456 zocht hij zijn toevlucht in Italië, waar hij werkte als hoofd van de Griekse afdeling van het Studium in Florence. Door zijn werk als leraar droeg hij bij aan de opleving van de bestudering van Griekse filosofie in Italië. In 1471, bij het uitbreken van de pest, verhuisde hij naar Rome, waar hij tot aan zijn dood bleef werken als leraar Grieks.
Hij vertaalde werken van Aristoteles in het Latijn, onder meer Categoriae, De Interpretatione, Analytica Posteriora, Physica, De Caelo, De Anima, Metaphysica, Ethica Nicomachea, Politica,  en een Expositio Ethicorum Aristotelis. Van een aantal van deze werken zijn manuscripten overgeleverd. Tot zijn studenten behoorden Pietro de' Medici, Lorenzo de' Medici, Angelo Poliziano en Johann Reuchlin.
Op 26 juni 1487 overleed hij, naar verluidt door het eten van te veel watermeloen.